# Supercoppa di Lega di Serie C1 2006
La Supercoppa di Lega di Serie C1 2006 è stata la 7ª edizione della Supercoppa di Serie C. Nel torneo si affrontano le vincitrici dei due gironi della Serie C1 2005-2006. L'edizione venne vinta dallo Spezia per la prima volta nella sua storia, che ebbe la meglio sul Napoli.

## Squadre partecipanti
Le squadre partecipanti all'edizione 2006:
- Spezia Vincitrice girone A di Serie C1 2005-2006
- Napoli Vincitore girone B di Serie C1 2005-2006

## Formula
La formula prevede che le due squadre si affrontino in una gara di andata ed in una di ritorno, la vincitrice dell'edizione sarà quella che avrà segnato più gol in entrambe le gare. In caso di arrivo a pari reti, la vittoria dell'edizione verrà data alla squadra che ha segnato il maggior numero di gol in trasferta. In caso che anche i gol in trasferta segnati dalle compagini siano uguali, si procederà ai calci di rigore.

## Incontri
| La Spezia 14 maggio 2006 Andata | Spezia         | 0 – 0 referto | Napoli | Stadio Alberto Picco\| Arbitro: \| Orsato (Schio) \| |
| Arbitro:                        | Orsato (Schio) |               |        |                                                      |

| Arbitro: | Scoditti (Bologna) |

|                       |           |             |
| Bogliacino 83’ (rig.) | Marcatori | 60’ Pelatti |